# Starosiedle
Starosiedle (niem. Starzeddel, łuż. Stare Sedlo) – wieś w Polsce położona w województwie lubuskim, w powiecie krośnieńskim, w gminie Gubin.
W latach 1975–1998 miejscowość administracyjnie należała do województwa zielonogórskiego.

## Historia
Dawne nazwy wsi to Stare Sedlo – Stary Gród (XIII w.) i Starzeddel (do 1945 r.). Najstarsza wzmianka dotycząca Starosiedla pochodzi z 1228 roku. Wówczas we wsi margrabia miśnieński Henryk Dostojny ufundował klasztor cystersów, który w latach 1288–1291 przeniesiony został do miejscowości Neuzelle koło Frankfurtu nad Odrą. Po przeprowadzce ziemie wokół Starosiedla przeszły w ręce prywatne, m.in. rodów von Biberstein oraz von Dallwitz. Dallwitzowie, którzy osiedlili się w Starosiedlu, pozostali właścicielami wsi od 1452 roku aż do 1798 roku. Wśród szeregu postaci rodu wyróżnia się Hans von Dallwitz, który na początku XVI w. znacznie powiększył obszar włości rodowych oraz Johann Casimir von Dallwitz, budowniczy kościołów w Starosiedlu i pobliskim Kole. Po Dallwitzach panami na Starosiedlu oraz związanymi z nim wsiami Witaszkowem (Vettersfelde) i Rudnią (Raubart), zostali przedstawiciele hrabiowskiej rodziny von Thermo. Rodzina Thermo w latach 1814/1815 zbudowała nowy budynek majątku ziemskiego, który został sprzedany w 1876 roku przez von Reventlova księciu Georgowi Heinrichowi von Schönaich-Carolath. Rok 1849 przyniósł kolejną zmianę właściciela, którym został baron Bernhard von Heldreich. Na przełomie XIX i XX wieku Starosiedle z Witaszkowem i Rudnią weszło w skład rozległych włości należących do książęcej rodziny Schönaich-Carolath-Beuthen, której boczna gałąź zamieszkiwała pobliskie Gębice (Amtitz). Zamek w 1943 roku był siedzibą ambasady chilijskiej, a następnie miało tu siedzibę przedstawicielstwo węgierskie. Budynek został spalony w przeddzień nadejścia wojsk Armii Radzieckiej. W rękach tego rodu wieś pozostała do 1945 roku.
W okresie wojny trzydziestoletniej w 1633 roku miał tu kwaterę głównodowodzący wojskami carskimi Wallenstein. W Starosiedlu w 1645 roku pod murami kościoła miała miejsce bitwa między wojskami szwedzkimi dowodzonymi przez oficera Petera Andersona i saskimi wojskami dowodzonymi przez oficera Kahlenberga. Wieś została całkowicie zniszczona, a podczas bitwy zginęło 137 Szwedów i 3 Saksończyków.
W 1947 roku powstało koło SL, a w 1948 roku przeprowadzono regulację majątków Starosiedla. W 1950 roku przeprowadzono w Starosiedlu regulację gruntów w ramach przebudowy ustroju rolnego, opracowania miejscowego programu zagospodarowania terenowego i powstania Spółdzielni Produkcyjnej im. Tadeusza Kościuszki. W 1950 roku powstało Zrzeszenie Uprawy Ziemi (spółdzielnia produkcyjna), która w 1955 była im. Tadeusza Kościuszki, a w 1956 roku zostało rozwiązane.
W 1952 roku Starosiedle zamieszkiwały 362 osoby, w 1988 roku 345 osób, w 1993 roku 331 osób, a w 2000 roku 327 osób. W 1989 roku został we wsi wybudowany wodociąg przez komitet społeczny, którego budowę dofinansowała gmina.

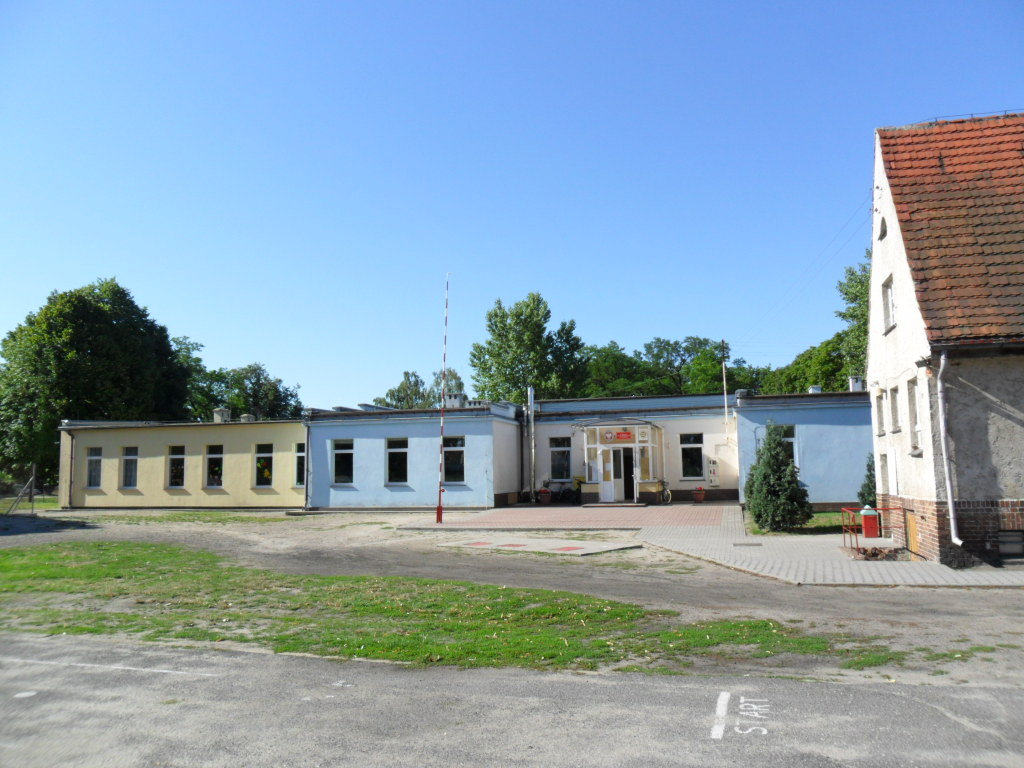
Szkoła

W 1946 roku w Starosiedlu powstała szkoła podstawowa w której naukę rozpoczęło 15 uczniów. W roku szkolnym 1947/1948 było już 125 uczniów.
W maju 1946 roku powstała Ochotnicza Straż Pożarna, której organizatorami byli Feliks Spichała i Ludwik Serbinowski. W 1948 mieszkańcy ufundowali dla niej sztandar, a w 1956 powstała remiza strażacka. OSP utrzymuje kontakty ze strażą pożarną w Drewitz, a umowę o partnerskiej współpracy podpisali 22 maja 2005 roku prezesi Grzegorz Pirko i Michael Hollach.
W 2001 roku grupa archeologiczna pod kierownictwem prof. Dariusza Krasnodębskiego prowadziła w rejonie wsi prace wykopaliskowe. Odkryto osadę, której najstarsze dzieje sięgają epoki kamienia gładzonego.

## Zabytki

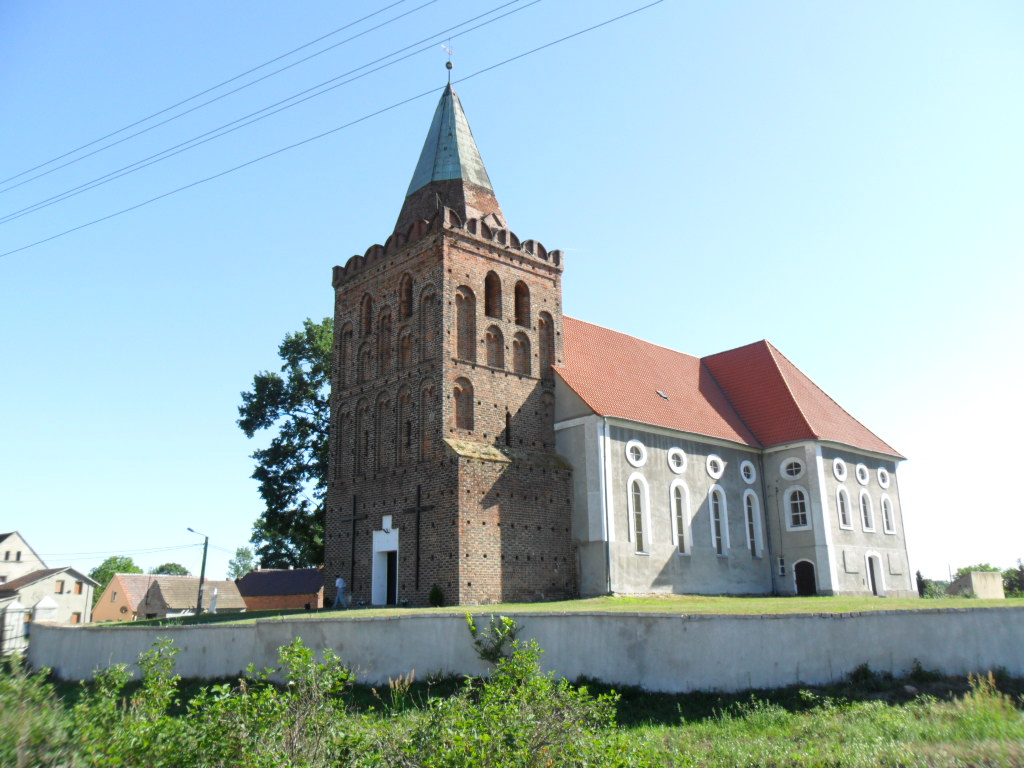
Kościół pw. Jana od Krzyża

Do wojewódzkiego rejestru zabytków wpisane są:
- kościół ewangelicki, obecnie rzymskokatolicki parafialny pod wezwaniem św. Jana od Krzyża, z XV wieku, XVIII wieku, z wieżą późnogotycką, do której w latach 1731–1734 dobudował kościół Johan Casimir von Dallwitz[6]. Rodzina Dallwitzów wyposażyła kościół w ambonę (z końca XVIII stulecia[4]), żyrandol, anioła chrzcielnego, ołtarz[11][4] i drewnianą rzeźbę[6]. Z danych wynika, że jest to trzeci kościół na tym samym miejscu. Pierwszy był obiektem drewnianym, a po nim powstał większy z kamienia[6]. Jest to jednonawowa budowla murowana z cegły z węższym trójbocznie zamkniętym prezbiterium[12][4]. Korpus nawowy jest przykryty dachem dwuspadowym, prezbiterium wielospadowym, a aneksy trójspadowym. Wieża charakteryzuje się blendami na elewacjach i zwieńczeniem w formie attyki oraz murowaną iglicą. Na wieży znajduje się dzwon ufundowany przez Heinricha von Schönaich–Carolath[4]. Wspólny strop przykrywa wnętrze nawy i prezbiterium[4]. Znajdują się tu również organy z 1863 roku. W zakrystii zachowały się trzy renesansowe kamienne nagrobne płyty z końca XVI wieku[4]
- dom mieszkalno-gospodarczy, z XVIII wieku
- dom mieszkalny

inne zabytki:
- grodzisko kultury łużyckiej z wczesnej epoki żelaza, ze śladami osadnictwa z okresu wczesnego średniowiecza (X-XI w.) badane wykopaliskowo w latach 2001–2004
- pozostałości średniowiecznej siedziby rycerskiej
- młyn ceglany z końca XIX w.
- ok. 30 domów z XIX w.
- pozostałości zabudowy folwarcznej, która była wzniesiona przy dużym podwórzu gospodarczym. Należał do niej duży dom mieszkalny (początek XIX w.). Dwór się nie zachował, a przetrwały jedynie pozostałości podworskiego parku krajobrazowego[13][4].

## Znane osoby
Starosiedle jest miejscem urodzin protestanckiego filozofa i teologa Paula Tillicha (ur. 20.08.1886 w Starzeddel, zm. 22.10.1965 w Chicago).